# Albingaunia Sport 1934-1935
Questa voce raccoglie le informazioni riguardanti l'Albingaunia Sport nelle competizioni ufficiali della stagione 1934-1935.

## Rosa
| N. |                   | Ruolo | Calciatore           |
| -- | ----------------- | ----- | -------------------- |
|    | Italia (bandiera) | D     | Mario Balloni        |
|    | Italia (bandiera) | A     | Armando Silvio Benso |
|    | Italia (bandiera) | A     | Giovanni Cappanera   |
|    | Italia (bandiera) | C     | Mario Facollo        |
|    | Italia (bandiera) | D     | Giuseppe Frumento    |
|    | Italia (bandiera) | A     | Michele Giacobbo     |

| N. |                   | Ruolo | Calciatore       |
| -- | ----------------- | ----- | ---------------- |
|    | Italia (bandiera) | A     | Umberto Gianello |
|    | Italia (bandiera) | C     | Ugo Magnetto     |
|    | Italia (bandiera) | C     | Carlo Riolfo     |
|    | Italia (bandiera) | P     | Pietro Stringa   |
|    | Italia (bandiera) | D     | Angelo Testa     |
|    | Italia (bandiera) | D     | Carlo Zarri      |